# 宮地 (鴻巣市)
宮地（みやじ）は、埼玉県鴻巣市の町名。現行行政地名は宮地一丁目から宮地五丁目。住居表示実施地区。郵便番号は365-0075。

## 地理
埼玉県の県央地域で、鴻巣市中央部の大宮台地北端の縁に位置する。北は神明、加美、南は本町、東は大字鴻巣、西は雷電に隣接する。町域は住宅地が多い。

## 歴史
- 1965年（昭和40年）2月1日 - 大字鴻巣・上生出塚の各一部から宮地一丁目・五丁目が、大字鴻巣の一部から宮地二丁目〜四丁目が住居表示を実施して成立[5][6]。

## 世帯数と人口
2017年（平成29年）10月1日現在の世帯数と人口は以下の通りである。
| 丁目       | 世帯数    | 人口    |
| ---------- | --------- | ------- |
| 宮地一丁目 | 151世帯   | 355人   |
| 宮地二丁目 | 227世帯   | 522人   |
| 宮地三丁目 | 158世帯   | 359人   |
| 宮地四丁目 | 217世帯   | 525人   |
| 宮地五丁目 | 259世帯   | 572人   |
| 計         | 1,012世帯 | 2,333人 |

## 小・中学校の学区
市立小・中学校に通う場合、学区は以下の通りとなる。なお、宮地一丁目の学区は平成30年3月31日までは、鴻巣市立鴻巣北小学校・鴻巣市立鴻巣北中学校であった。
| 丁目       | 番地 | 小学校               | 中学校               |
| ---------- | ---- | -------------------- | -------------------- |
| 宮地一丁目 | 全域 | 鴻巣市立鴻巣東小学校 | 鴻巣市立鴻巣中学校   |
| 宮地二丁目 | 全域 | 鴻巣市立鴻巣北小学校 | 鴻巣市立鴻巣北中学校 |
| 宮地三丁目 | 全域 | 鴻巣市立鴻巣北小学校 | 鴻巣市立鴻巣北中学校 |
| 宮地四丁目 | 全域 | 鴻巣市立鴻巣北小学校 | 鴻巣市立鴻巣北中学校 |
| 宮地五丁目 | 全域 | 鴻巣市立鴻巣北小学校 | 鴻巣市立鴻巣北中学校 |

## 交通

### 道路
町内を国道17号が縦断、埼玉県道32号鴻巣羽生線が横断している。

### 鉄道
町内に鉄道は敷設されていない。

## 施設
- 宮地公園[6]
- 宮地会館
- 御花稲荷神社 - 宮地会館に隣接
  - 宮地古墳[9]